# Tái sử dụng với mục đích khác

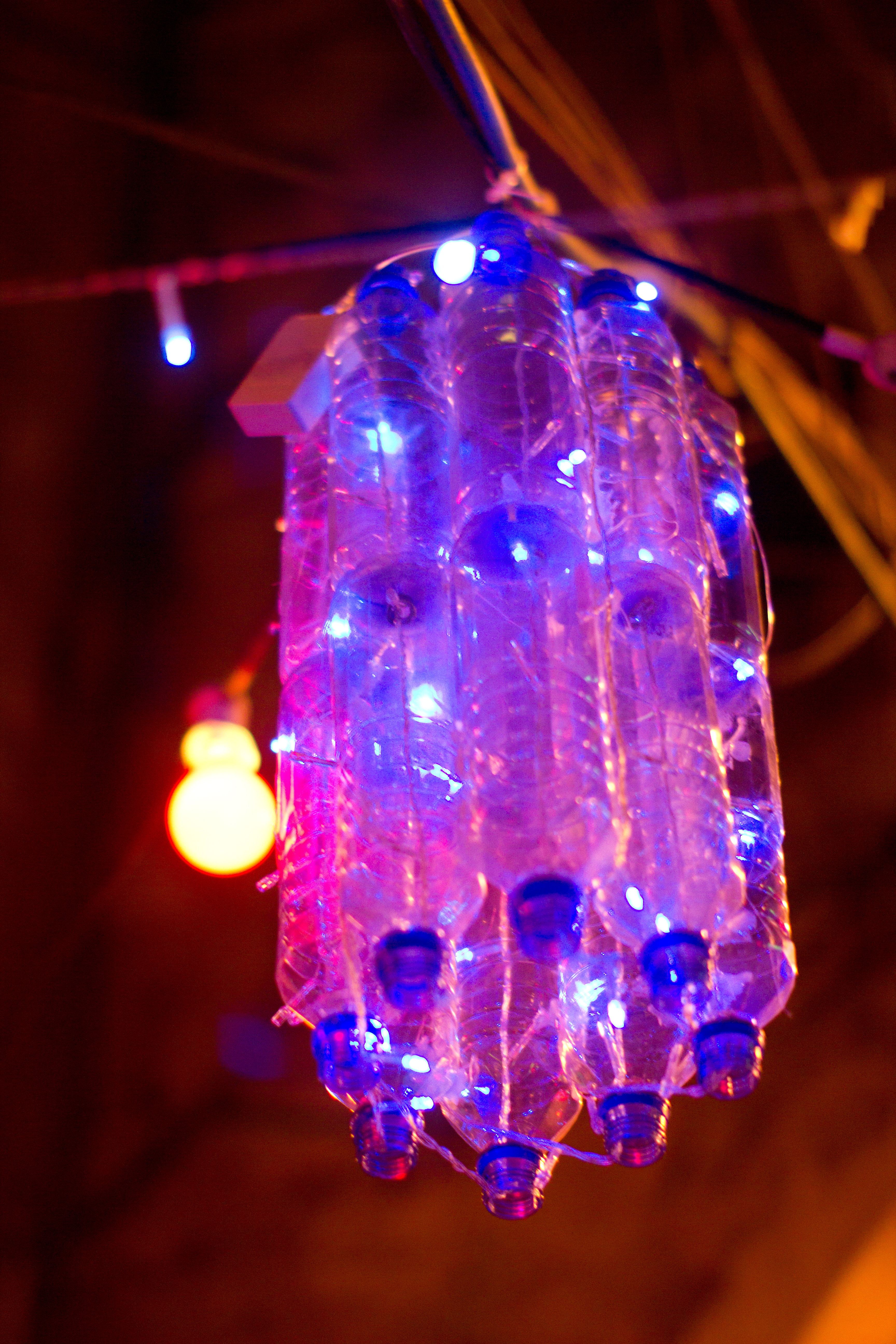
Chai nhựa (với đèn LED) được sử dụng như đèn treo tường suốt lễ Ramadan ở Quảng trường Hồi giáo, Jerusalem

Tái sử dụng với mục đích khác là quá trình một vật dụng được thay đổi (hoặc không) nhằm thực hiện một mục đích khác với mục đích ban đầu nhà sản xuất khuyến cáo sử dụng.

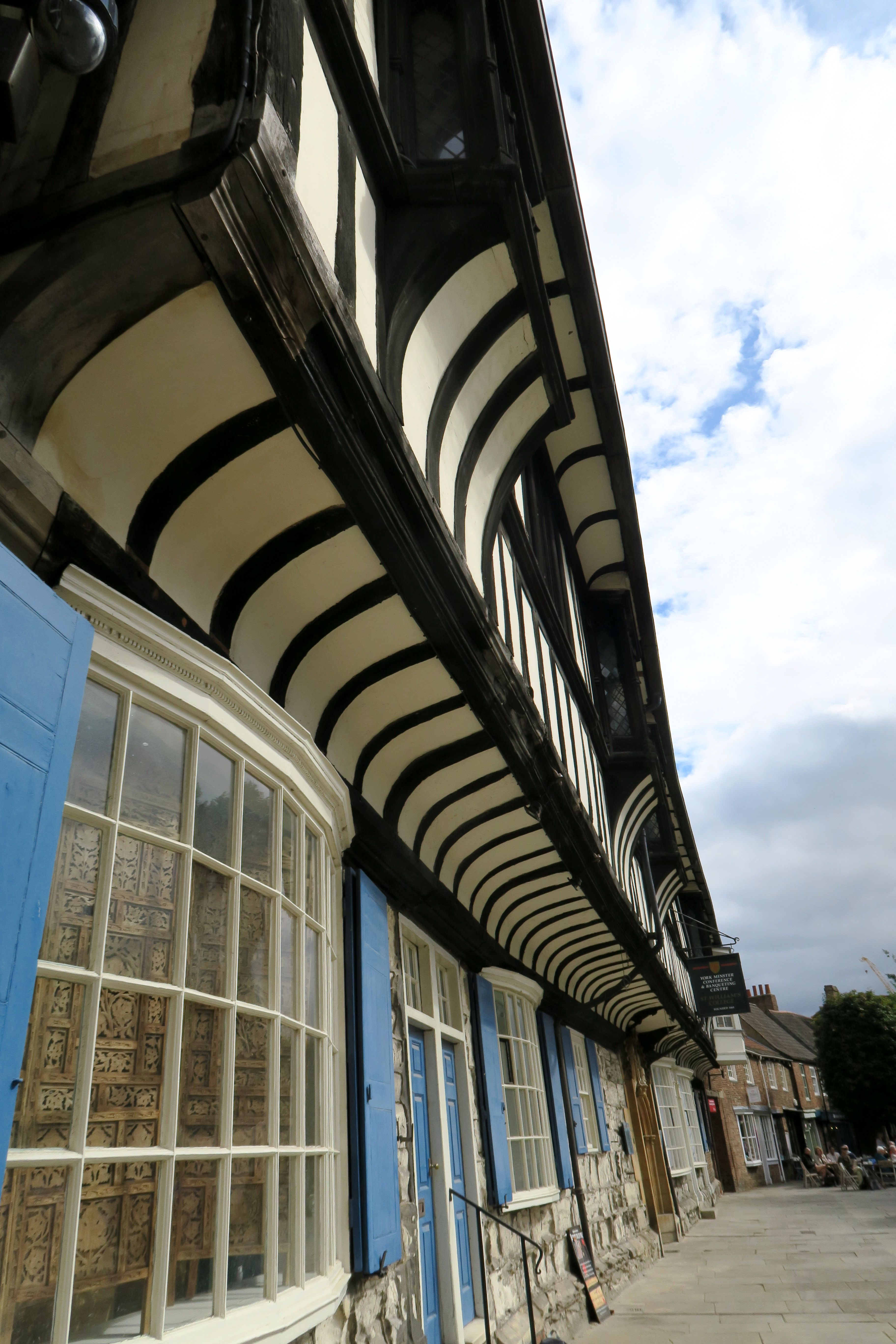
Mặt tiền của St William's College (York). Phần uốn lượn nhô ra bằng gỗ là từ khung tàu được tái sử dụng.

### Miêu tả
Từ khi văn minh xuất hiện thì việc con người tái sử dụng vật dụng với mục đích khác cũng đã xuất hiện, nhiều học giả đương đại đã nghiên cứu ra rằng các dân tộc có những cách mới mẻ và sáng tạo để thay đổi những văn hóa cũ theo hướng phù hợp hơn. Gần đây, tái sử dụng với mục đích khác được xem như một sở thích và được hỗ trợ bởi các tổ chức nghệ thuật thủ công trên các trang web như Instructables và các cộng đồng khác. Đây là cách sáng tạo để họ thể hiện tư duy bền vững cũng như đáp lại khủng hoảng kinh tế của Thế kỷ 21.
Tái sử dụng với mục đích khác là việc một vật dụng được thay đổi, biến tấu để trở thành vật dụng mới, thực hiện mục đích mà nhà sản xuất ban đầu không dự tính đến. Thông thường, người ta sẽ dùng những món đồ bị xem như là hết giá trị, đồ bỏ hoặc đồ cũ, ví dụ như các căn nhà phòng lũ sử dụng lốp xe cũ hoặc các chai thủy tinh để làm tường. Việc tái sử dụng không bị giới hạn rằng chỉ được tái sử dụng cùng mục đích. Ví dụ như sử dụng lốp xe cũ để làm chắn bùn ở tàu thuyền, sử dụng trống thép hoặc trống nhựa để làm máng đựng thức ăn cho gia súc hoặc/ và thùng ủ phân. Tro từ các lò đốt rác thải sinh hoạt được sử dụng như một phụ phẩm trong sản xuất xi măng, với mục đích tăng độ cứng cáp cho xi măng. Cách tái chế này đôi khi cũng tận dụng được những vật dụng đã hết giá trị sử dụng ban đầu, ví dụ như dùng quần áo đã mặc sờn cũ để làm khăn, giẻ lau.
Song song đó, việc tái sử dụng với mục đích khác không chỉ được thực hiện với những vật dụng thông thường, mà kể cả với hình ảnh, nội dung marketing. Ví dụ một doanh nghiệp thường sẽ sử dụng lại một vài hình ảnh từ chiến dịch quảng bá thành công trước cho chiến dịch mới.
Không phải tái sử dụng với mục đích khác nào cũng là thân thiện với môi trường, ví dụ như ý tưởng tái sử dụng một chiếc xe tải cũ dùng cho công ty thành xe cá nhân thì chiếc xe đó sẽ tiêu tốn nhiều nhiên liệu hơn và thải ra môi trường nhiều khí thải hơn, nhưng so với việc đổi sang xe điện để giảm chi phí nhiên liệu thì chi phí ban đầu của một chiếc xe điện cần sự cân nhắc thật kỹ lưỡng.

### Các ví dụ

#### Nghệ thuật

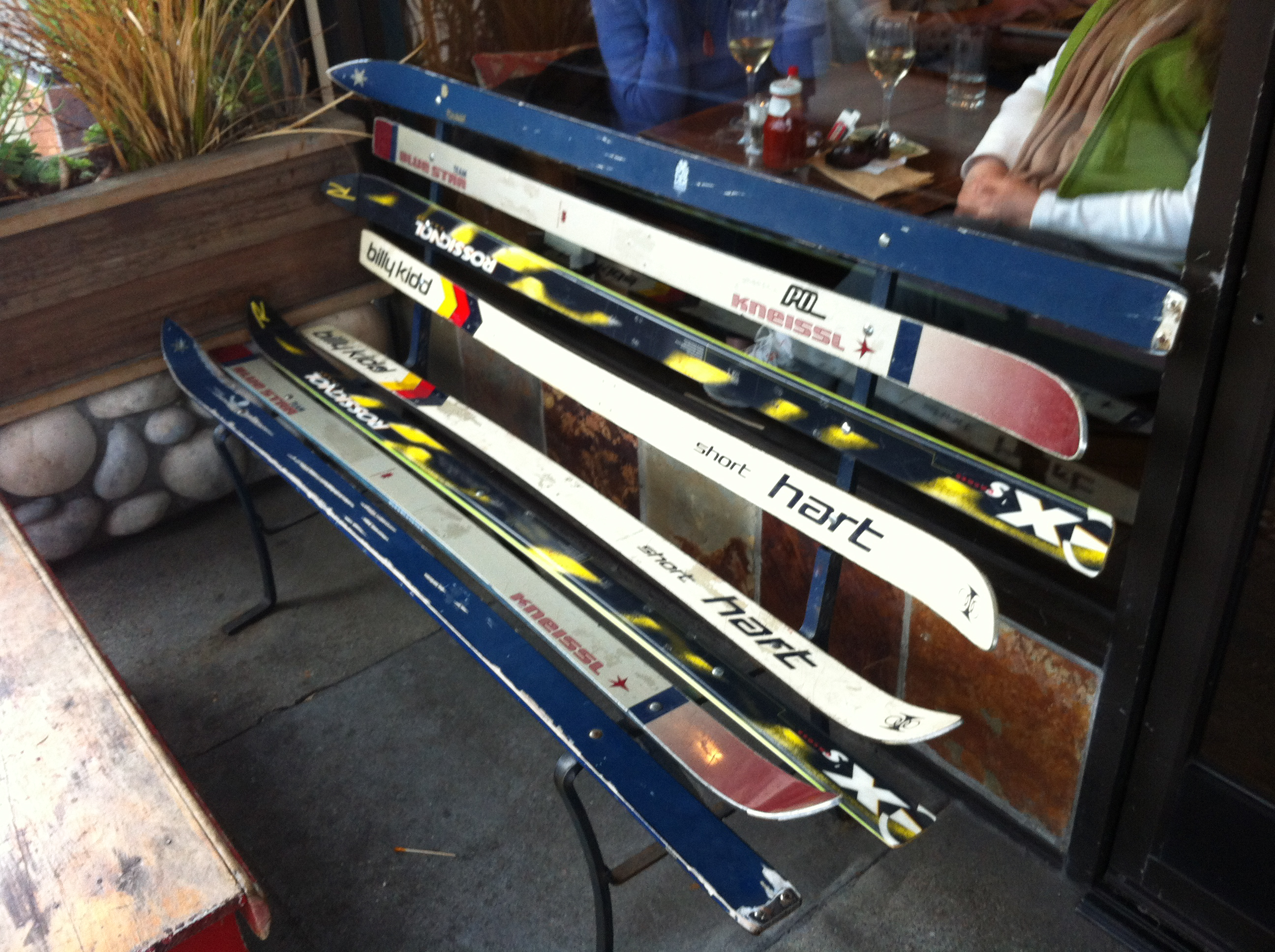
Các ván trượt được ghép lại thành một chiếc ghế dài.

Nghệ thuật sắp đặt là tái sử dụng với mục đích khác với những vật dụng hoặc hình ảnh đã có sẵn mà không thay đổi hoặc thay đổi rất ít những vật dụng, hình ảnh này. Nghệ thuật sắp đặt đóng vai trò quan trọng trong lịch sử nghệ thuật (nghe nhìn, văn học, âm nhạc và trình diễn). Trong nghệ thuật nghe nhìn, sắp đặt là đặt để, mượn, tái chế hoặc thể hiện vài khía cạnh (cũng có thể là toàn bộ) văn hóa nghe nhìn của con người.

#### Phương tiện di chuyển
Những chiếc xe van của Big Three từng được dùng để chuyên chở trong sân bay nay được tái sử dụng như phương tiện di chuyển của các nhà thờ vì chi phí hợp lý.

#### Đồ điện tử
- Một bức tường có thể được gắn một cái USB trên đó để những chiếc USB cũ này được sử dụng để truyền các dữ liệu không quá một gigabyte.[6]
- Everdrive và các hãng băng đĩa game khác đã cho người dùng cơ hội download hình ảnh ROM của trò chơi xuống thẻ nhớ SD card, song song đó cho họ cơ hội tái sử dụng những tay cầm trò chơi cũ cho các trò chơi mang tính retro.[7]
- Điện thoại Android cũ thường có ít tài nguyên máy tính và cũng ít được sử dụng. Nhưng chúng có chứa một gia tốc kế ba trục có thông số kỹ thuật tốt, có thể được sử dụng như một nút địa chấn nghiệp dư cho một dự án địa chấn phân tán, ví dụ: Quake-Catcher Network.
- Các gương phản xạ parabol COTS cũ hoặc mới được sử dụng để thu sóng truyền hình vệ tinh băng tần C có thể tái sử dụng cho nhiều mục đích khác mà phản xạ cấp tiêu dùng có độ lợi thấp là đủ, bao gồm sóng micro SETI nghiệp dư (chủ yếu là Project Argus), liên kết Wi-Fi và báo hiệu sóng micro vô tuyến.
- Những máy tính bảng cũ, lỗi thời có thể được tái sử dụng như một kho lưu trữ ảnh điện tử.[4]

#### Cách thức trong sản xuất hàng hóa
Các dòng xe Jeep dành cho ghế tài xế bên phải, ví dụ như Jeep Wrangle, vốn được thiết kế để nhập khẩu vào các nước quy định ghế tài xế bên phải, có những mẫu được thiết kế đặc biệt để có thể tái sử dụng tại Mỹ và Canada như xe vận chuyển thư. Việc sử dụng như vậy có thể giảm bớt chi phí chỉnh sửa, trang bị lại cho phương tiện.

#### Sản xuất những hàng hóa tái chế
- Những bao bì có thể tái sử dụng với rất nhiều mục đích khác nhau.
- Tái chế cũng có liên kết với việc tái sử dụng với mục đích khác của vật liệu, ví dụ như sản phẩm sử dụng giấy tái chế.[9]

#### Thuốc y học
- Sử dụng các loại thuốc và dược chất có sẵn để điều trị các căn bệnh mới.[10] Ví dụ như dùng Viagra của Pfizer để điều trị rối loạn cương dương, hay sử dụng thalidomide của Celgene để điều trị ung thư.[11][12]

#### Tài sản thực
- Bất động sản, bao gồm đất đai và nhà cửa, được sử dụng cho mục đích khác theo chu kỳ thời gian, cả ngắn hạn và dài hạn, bởi vì chi phí cố định cao. Một ví dụ là chuyển đổi mục đích sử dụng của một nhà máy xay bột cũ.

#### Xà bầnvà các vật liệu trong nhà
- Kim loại xà bần có vô số khả năng để được sử dụng với mục đích khác.
- Đồ nội thất có vô số khả năng để được sử dụng với mục đích khác.[13]
- Dụng cụ nhà bếp có những cơ hội được tái sử dụng với mục đích khác vô cùng độc đáo.[14]
- Bao bì các loại nước uống đóng chai: Bình nước có thể được sử dụng như bình chứa trong hệ thống khử trùng nước bằng năng lượng mặt trời. Wat Pa Maha Chedi Kaew là một ngôi đền Phật giáo ở Thái Lan, nơi này được làm từ 1 triệu chai bia đã qua sử dụng.

### So sánh tái chế, nâng cao giá trị đồ tái chế và tái sử dụng với mục đích khác[15]
- Nâng cao giá trị đồ tái chế giống với tái sử dụng với mục đích khác. Tuy nhiên, khi nâng cao giá trị tái chế, vật dụng đó vẫn được sử dụng giống với mục đích ban đầu của nhà sản xuất, chỉ là tu chỉnh cho tốt lên. Còn tái sử dụng với mục đích khác thì vật dụng được thay đổi để phục vụ cho mục đích khác với mục đích nhà sản xuất dự định.

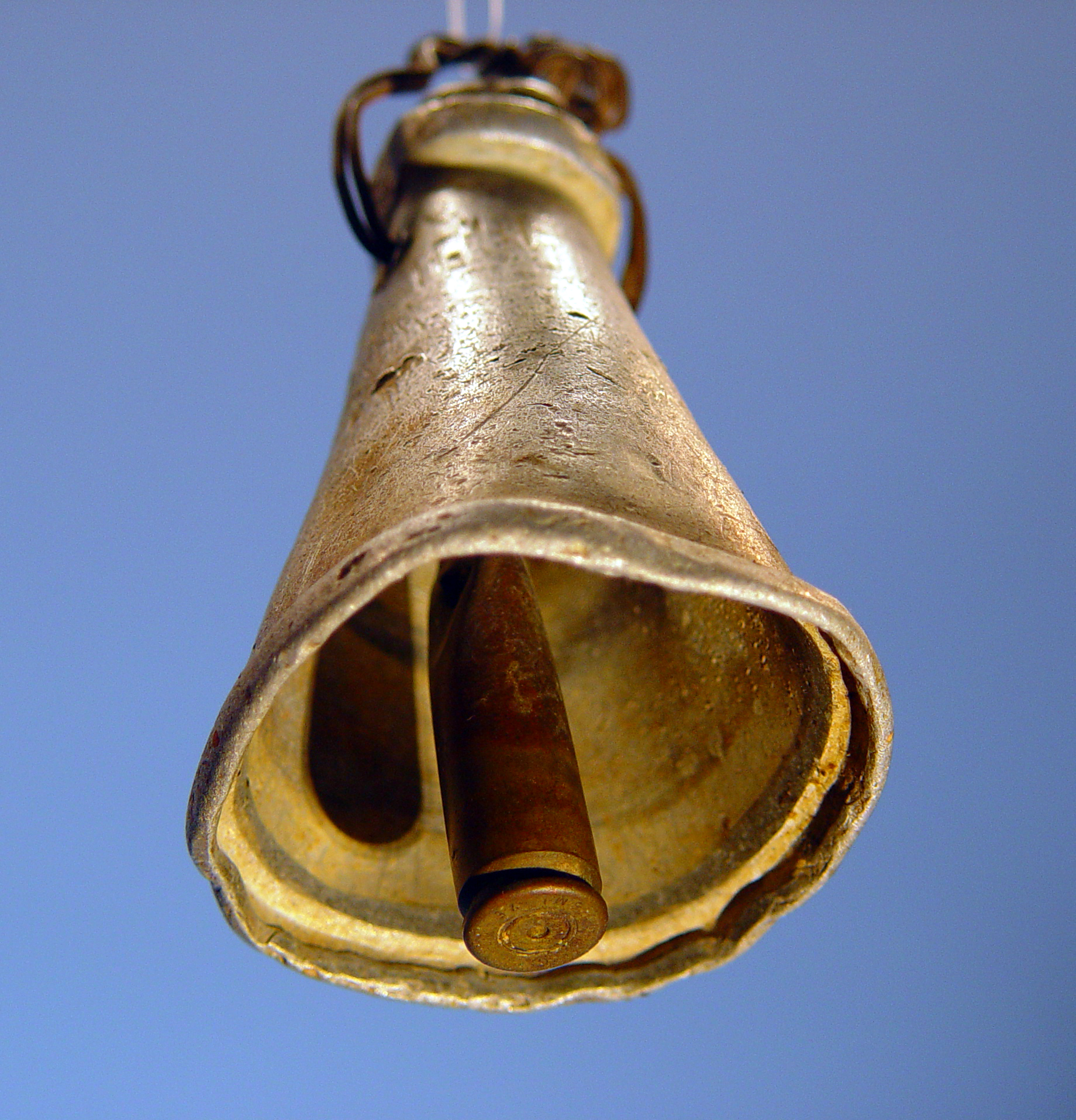
Một cái chuông đeo cho dê hoặc cừu được tìm thấy năm 1988 ở gần Tuqu', Bờ Tây. Thân chuông làm từ nhôm được dự đoán là được làm từ một vật dụng nhà bếp bị hỏng, còn quả lắc thì làm từ một hộp mực bằng đồng (SMI 25 NATO, kích cỡ 7.62×51mm).

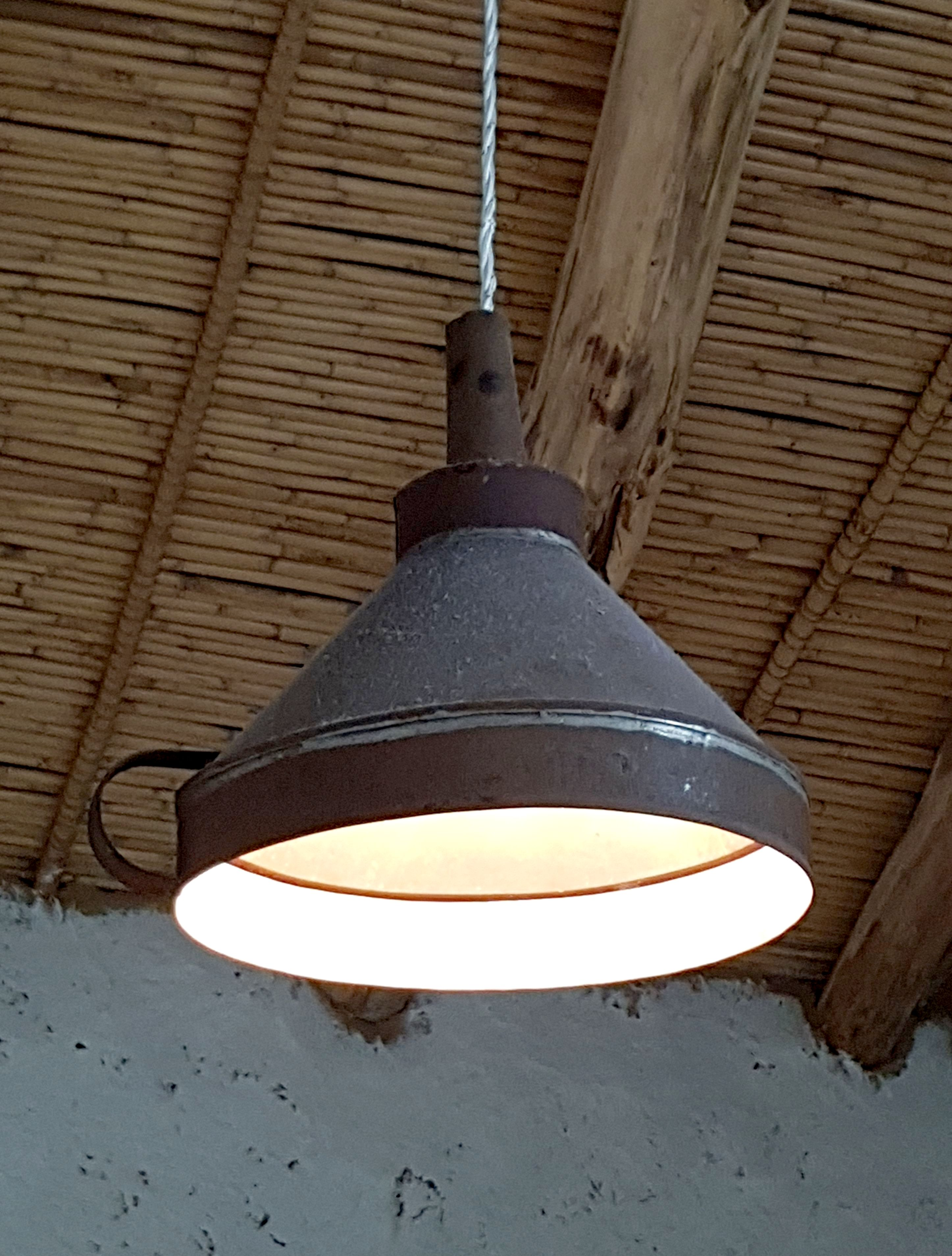
Một chiếu phễu được tái sử dụng như một cái đèn ở Sardinia.

- Cả nâng cao giá trị đồ tái chế và tái sử dụng với mục đích khác đều khác với tái chế thông thường, vì cả hai đều không qua quá trình thay đổi trạng thái. Còn tái chế tức là ta nấu chảy vật liệu rồi đổ vào khuôn để chúng trở thành sản phẩm mới.
- Trong quá trình tái chế, vật liệu bị mất đi một phần chất lượng ban đầu khi bị đun chảy, và mỗi lần đun chảy đều bị giảm chất lượng đi. Đó là lý do một lượng vật liệu chỉ có thể được tái chế vài lần. Ví dụ, giấy có thể được tái chế 6 lần, còn nhựa thì giới hạn từ 7 đến 9 lần.
- Nâng cao giá trị đồ tái chế và tái sử dụng với mục đích khác thì không làm thay đổi chất lượng của vật liệu ở sản phẩm mới.